# Estira
Estira (grec antic: τὰ Στύρα, llatí: Styra) era una ciutat d'Eubea situada a la costa oest, al nord de Carist i enfront del cap de Cinosura, a l'Àtica. Homer l'esmenta al Catàleg de les naus de la Ilíada, i diu que era una de les ciutats que van anar a la guerra de Troia comandades per Elefènor.
La tradició deia que originàriament la van poblar els dríops, però d'altra banda els habitants es consideraven descendents de colons de l'Àtica. Durant la invasió persa del 490 aC, els perses van desembarcar els presoners fets a Erètria al petit port d'Egilea, que pertanyia a Estira. El 479 aC la ciutat va combatre a Artemísion, Salamina i Platea al costat dels grecs. Després van ser membres de la Lliga de Delos, i pagaven un tribut anyal de 1200 dracmes. La flota atenesa es va establir a Estira el 356 aC. Estrabó diu que la ciutat fou destruïda per l'atenès Fedros i el seu territori fou donat a Erètria, probablement durant la guerra de Làmia.